# Duilio Davino
Duilio Davino (nom complet : Duilio César Jean Pierre Davino Rodríguez), né le 21 mars 1976 à León est un footballeur mexicain, défenseur central du FC León et de l'équipe nationale du Mexique avec laquelle il a disputé la coupe du monde 1998. 
Son père, Jorge, est un footballeur argentin.

## Clubs
- 1994-1997 :  UAG Tecos
- 1997-déc. 2008 :  Club América
  - jan. 2008-déc. 2008 :  FC Dallas (prêt)
- jan. 2009-2009 :  CF Puebla
- 2009-2011 :  Monterrey
- 2011-2012 :  Estudiantes Tecos
- depuis 2012 :  FC León

## Équipe nationale
- 84 sélections et 2 buts en équipe du Mexique entre 1996 et 2006